# 프리뷰 에어서스펜션
프리뷰 에어서스펜션(영어:Preview Air Suspension)이란 전방 주행 상황을 예측하여 차체 높이를 제어하는 기술이다.

## 상세
2019년 4월 29일, 현대모비스가 개발했다. 고압의 공기를 이용하여 에어스프링의 높낮이를 조절하며, 이를 통해 차체보호, 노면 충격 저감, 승차감 등의 장점을 갖는다. 프리뷰 에어서스펜션은 내비게이션과 연동해 도로 정보를 수집하며, 수집된 정보를 기반으로 목표 지점 평균 500m전부터 작동한다. SUV 기준 최대 10cm까지 차고 조절이 가능하며 버스, 트럭 등에도 적용 가능하다. 어린이보호구역의 경우 차량 스스로 차체를 높여 승차감을 높이고, 철길 건널목 또는 과속방지턱에서는 차체가 받는 진동과 충격을 감소시킨다.

## 현황
고급 차종, 전기차, 자율주행차가 증가하면서 에어서스펜션 수요가 증가하고 있다. 전기차의 경우 승차감, 차량 높이를 유지하기 위해서, 자율주행차는 운전자가 운전보다 다른 일을 할 수 있도록 승차감과 안락감을 위해 적용되고 있다.

## 같이 보기
- 현가장치
- 공기 현가장치
- 내비게이션
- 카메라